# Eugénie Pradez
Œuvres principales
Les feuilles tournent au gré du vent (1926)
Eugénie Pradez, née le 25 décembre 1848 à Liège et morte le 13 mai 1932 à Lausanne, est une écrivaine et une peintre de genre suisse.

## Biographie

### Origines et famille
Eugénie Pradez naît le 25 décembre 1848 à Liège, en Belgique, où officie alors son père, le pasteur Georges Pradez, auteur en 1894 d'une traduction en français, en vers, du Faust de Goethe. Elle a deux sœurs et un frère.
Sa famille paternelle, issue du Languedoc, plus précisément de Bédarieux, est originaire de Vevey, dans le canton de Vaud, depuis 1700.

### Enfance en Belgique et peinture
Elle grandit à Liège, où elle commence des études de peinture, qu'elle poursuit à Rome, notamment auprès de Modesto Faustini,.
Elle expose des tableaux de genre et des peintures à l'huile à Bruxelles, à Liège et en Suisse. Deux médailles, l'une aux États-Unis, l'autre en Belgique, lui sont remises pour ses œuvres.

### Arrivée en Suisse, écriture et journalisme
Elle s'installe à Pully en 1886 et enfin à Lausanne, à La Chablière, où vécut Benjamin Constant,, avec son père et ses sœurs, puis à la toute proche Petite Chablière avec ses deux sœurs.
Les prémices de sa cécité la conduisent à renoncer à la peinture et à se consacrer à l'écriture,, publiant des nouvelles et des romans et collaborant à diverses revues et journaux, notamment la Gazette de Lausanne. Sa première nouvelle, Gabrielle, paraît dans la Bibliothèque universelle.
Une polémique l'oppose à la fin 1909 et au début 1910 au peintre René Auberjonois sur l'impressionnisme, courant qu'elle critique violemment, parlant d'« enfantins tâtonnements », déclarant « qu'il est plus facile de se moquer d'une technique traditionnelle que de se l'assimiler » et dénonçant l'arrivisme et la paresse de beaucoup de modernes. Elle s'oppose également dans la Gazette de Lausanne en 1914 à un défenseur du droit de vote des femmes à la suite d'un article qu'elle fait paraître sur le sujet du féminisme, où elle développe l'idéal « d'une mission individuelle toute intime de la femme, qui se traduirait par une influence éclairée et constante de toute femme sur son entourage et sur l'homme en particulier ».
Elle est très croyante. Elle écrit à cet égard une petite brochure sous forme de dialogue en 1894, intitulée Nos Certitudes, sur le christianisme comme « puissance populaire de régénération morale et sociale ».

### Maladie et mort
Elle est atteinte de cécité à partir de 1914. Lors des dernières années de sa vie, sa santé l'empêchant de mener des travaux littéraires importants, elle publie de temps à autre des méditations sous forme de « Pensées » dans la Gazette de Lausanne.
Elle meurt le 13 mai 1932 à la villa de la Petite Chablière, près de Lausanne, après plusieurs jours de maladie.

## Thématiques et style littéraire
L'analyse de la psyché et de la vie intérieure est au cœur de son œuvre. Ses romans « sont de subtiles analyses ouvrant les cœurs avec patience et minutie », avec des personnages humbles, « victimes de la guerre, de la maladie, de la fatalité » et entourés d'un « halo de mystère ».
Son œuvre est présentée comme suit en une de La Tribune de Lausanne en 1926 : « En ses romans, Mlle Pradez sait pénétrer dans l'intimité des cœurs, camper et faire vivre ses personnages en nous les montrant aux prises avec les menus faits de la vie quotidienne. Son art, tout en demi-teintes, en nuances et en notations subtiles, procède d'un cœur généreux, compatissant à toutes les souffrances humaines. ». Pour Henry Bordeaux, dans sa préface au roman Les feuilles tournent au gré du vent, « Mlle Eugénie Pradez est la romancière des drames secrets qui se passent dans les cœurs honnêtes ».
Son style est décrit comme suit dans un article de 1913 de la Gazette de Lausanne : « son style correct, net, précis, s'harmonise avec cette conception [sérieuse de la vie]. Il n'a pas d'éclat verbal, mais il exprime fortement des pensées fortes. ». Un article paru en 1907 en une de La Tribune de Lausanne relève pour sa part « la sobriété de ses descriptions ».

## Distinctions
- 1893 : médaille de bronze pour deux nouvelles à l'Exposition universelle à Chicago[18]
- 1921 : prix d'honneur de la fondation Schiller[2]
- 1927 : prix Anaïs-Ségalas, décerné par l'Académie française, pour Les feuilles tournent au gré du vent[19]
- 1929 : membre d'honneur du Lyceum-Club Suisse (de)[2]
- 1931 : membre d'honneur de la Société académique d'histoire internationale[20]

## Œuvres
- D'après nature (préf. Philippe Godet) (récits et portraits), Lausanne, Payot, 1892. L'ouvrage est composé d'une douzaine de récits, dont certains sont d'abord parus dans la Gazette de Lausanne[21].
- Une idylle à Lausanne, Lausanne, Payot, 1895, 56 p. Résumé : invité dans une famille bourgeoise de Lausanne, un baron tombe amoureux d'une jeune fille de 18 ans. « Malheureusement, s'il l'épouse, il perdra son majorat, et, en homme raisonnable, il préfère renoncer »[22].
- Sous le joug : Réalités & fictions. Liége (nouvelles), Lausanne, éditeur inconnu, 1896[23].
- La revanche du passé, Lausanne, Payot, 1900, 280 p.[24]  Résumé : « Mme Georges n'a pas été mariée. Elle a une fille naturelle Elisabeth qu'elle élève avec amour. L'enfant devenue adolescente se rend compte de la faute de sa naissance et parce qu'elle se sent devenue un objet de curiosité et d'hostilité, elle condamne sa mère. »[5]
- Les ignorés (nouvelles), Neuchâtel, Attinger, 1902, 253 p.. Composé de neuf nouvelles ou études[25].
- Réparation, Lausanne, Payot, 1905, 264 p. Le roman est composé de vingt récits[26],[27].
- La force du Mal: Douze nouvelles, Genève, A. Jullien, 1907, 355 p. La première nouvelle, la plus longue et éponyme, est une étude sur l'atavisme chez l'enfant. Elle montre qu'on peut surmonter l'hérédité du mensonge et des vices « grâce aux bons exemples, au dévouement d'autrui et à une lutte opiniâtre »[17],[28].
- Hors la Loi, Lausanne, Payot, 1911, 274 p. L'ouvrage est composé de sept récits[29]. Le premier, éponyme, « montre les dangers de l'union libre par le triste sort que celle-ci fait aux enfants »[30].
- Les jeux de l'ombre (roman), Lausanne, Payot, 1913, 275 p. Résumé : dans une agglomération industrielle inspirée par Liège[31], un ingénieur « a séduit une jeune ouvrière et s'en est débarrassé en la mariant au loin »[32]. Il expie cette faute tout au long de sa vie[16].
- Les feuilles tournent au gré du vent (préf. Henry Bordeaux), Lausanne, Payot, 1926, 205 p. Recueil de quatre nouvelles[33].
- Flammes et cendres : Biographies historiques, Lausanne, Payot, 1928, 207 p. L'ouvrage est composé de quatre essais : le premier, écrit par Edith Pradez, sœur aînée d'Eugénie Pradez, porte sur le divorce de Peter Andreas Heiberg ; le deuxième sur le tempérament de Germaine de Staël ; le troisième sur la rivalité entre Goethe et Johann Christian Kestner (de) pour le cœur de Lotte ; le quatrième sur l'écrivain Frances Burney[34].